# 维维恩·戈登·鲍登
维维恩·戈登·鲍登 CBE （Vivian Gordon Bowden，1884年5月28日—1942年2月17日），澳大利亚公务员和外交官。

## 早年生平
鲍登出生于新南威尔士殖民地，是商人薇薇安·罗斯威尔·鲍登（ Vivian Rothwell Bowden）和玛丽·安·哈里森·卡萨利（Mary Ann Harrison Cazaly）的儿子。 鲍登曾前往达姆施塔特工业大学学习，并在法国接受了两年生丝检验员的培训，随后前往广州市和東京都成為一名丝绸检验员。1908年，他加入了他父亲在横滨創辦的公司Bowden Bros & Co. Ltd .。 
後來维维恩·戈登·鲍登回到英格兰，第一次世界大戰爆发后，鲍登于1915年2月4日加入英国陆军服务团。1915年7月3日，他在伦敦的萨沃伊礼拜堂与多萝西·丹尼斯（Dorothy Dennis）结婚。 1917年1月，他前往英國皇家工兵部隊服役，战争快结束时被任命为瑟堡铁路和码头的一位副主任，并于1918年5月晋升为少校。 1919年3月21日复员后，鲍登回到日本并于1921年被任命为上海的A. Cameron and Co. (China), Ltd.的总经理，他在這家公司一直待到1935年。 在上海期间，鲍登一開始住在上海法租界，然后在大萧条时期搬到了上海公共租界，然后在经济状况好转后又回到了上海法租界。他的儿子艾弗·戈登·鲍登（Ivor Gordon Bowden）于1925年出生于上海。 

## 上海贸易专员
1935年6月7日，厄尔·佩吉任命鲍登出任澳大利亞駐上海贸易委员会贸易专员。贸易委员会设在上海公共租界內的汇丰银行大楼内。 
淞沪会战爆發後，鲍登繼續留在上海。 由于他在上海的工作，1941年鲍登被授予大英帝國勳章。

## 澳大利亞駐新加坡代表

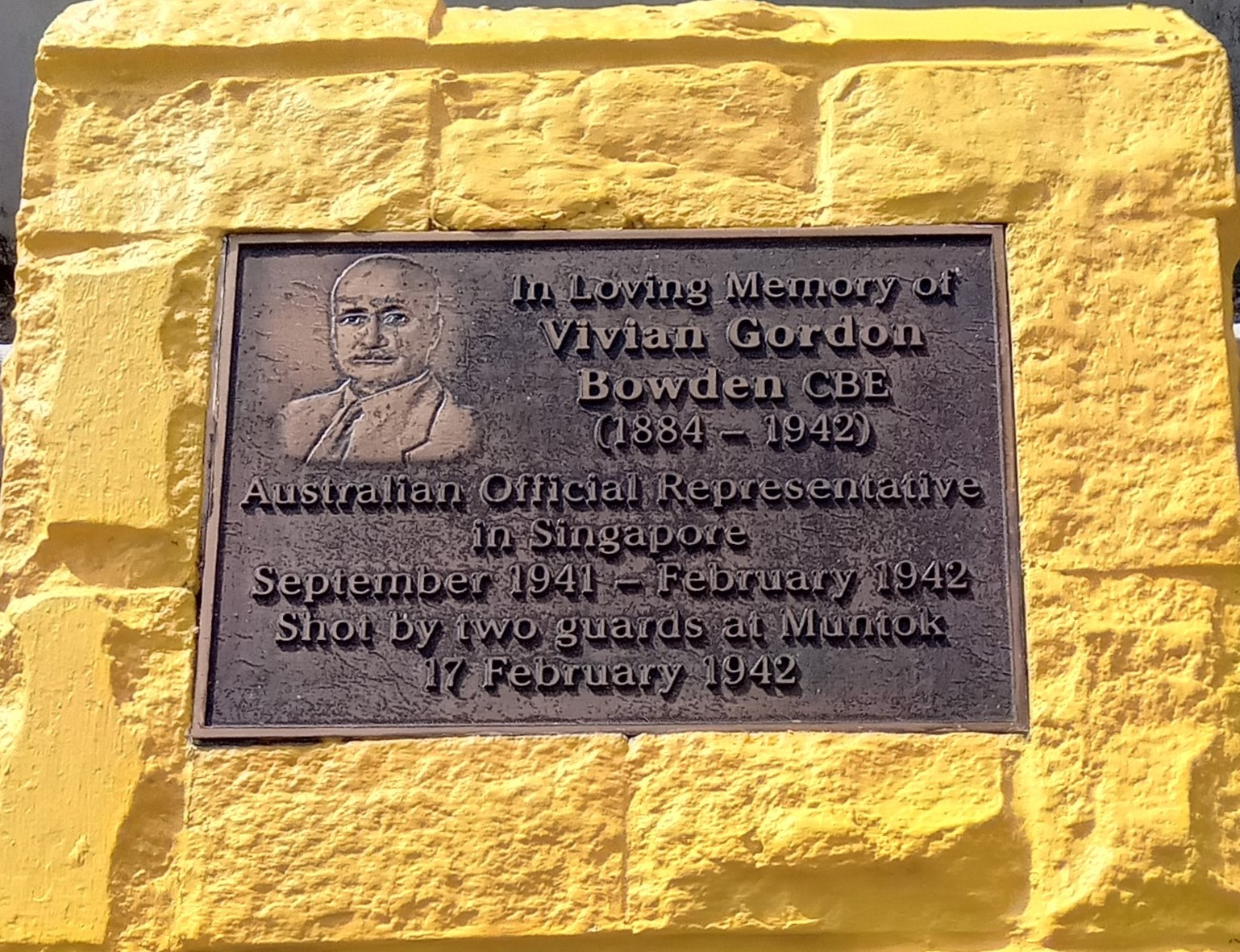
邦加岛维维恩·戈登·鲍登纪念纪念碑

1941年9月，鲍登出任澳大利亞駐新加坡高級專員。 
1942年2月14日，在新加坡沦陷的前一天，鲍登逃离了新加坡，并打算乘坐一艘小艇返回澳大利亚。然而小艇于2月17日在海上被日本巡逻艇俘获，鲍登被帶到荷屬東印度邦加島，最終鲍登被處決。